# Československá hokejová liga 1954/1955
12. ročník československé hokejové ligy 1954/55 se hrál pod názvem Mistrovství republiky.

## Herní systém
16 účastníků bylo rozdělených do dvou skupin po 8, ve skupině se hrálo dvoukolově systémem každý s každým. První dvě mužstva z každé skupiny postoupila do finále, které se hrálo jednokolově systémem každý s každým. Mužstva na posledních místech ve skupinách sestoupila.

## Pořadí

### Skupina A
| Poř. | Tým                        | Zápasy | Výhry | Remízy | Porážky | Skóre | Body |
| ---- | -------------------------- | ------ | ----- | ------ | ------- | ----- | ---- |
| 1.   | Rudá hvězda Brno           | 14     | 11    | 2      | 1       | 82:32 | 24   |
| 2.   | Tankista Praha             | 14     | 9     | 3      | 2       | 65:42 | 21   |
| 3.   | Křídla vlasti Olomouc      | 14     | 8     | 0      | 6       | 65:47 | 16   |
| 4.   | TJ Baník VŽKG              | 14     | 6     | 2      | 6       | 51:45 | 14   |
| 5.   | TJ Spartak Královo Pole    | 14     | 5     | 4      | 5       | 38:47 | 14   |
| 6.   | TJ Dynamo Pardubice        | 14     | 4     | 2      | 8       | 54:62 | 10   |
| 7.   | ZJS Zbrojovka Spartak Brno | 14     | 3     | 3      | 8       | 42:67 | 9    |
| 8.   | Baník OKD Ostrava          | 14     | 1     | 2      | 11      | 37:92 | 4    |

### Skupina B
| Poř. | Tým                         | Zápasy | Výhry | Remízy | Porážky | Skóre | Body |
| ---- | --------------------------- | ------ | ----- | ------ | ------- | ----- | ---- |
| 1.   | TJ Spartak Praha Sokolovo   | 14     | 11    | 1      | 2       | 75:32 | 23   |
| 2.   | TJ Baník Chomutov ZJF       | 14     | 9     | 2      | 3       | 89:43 | 20   |
| 3.   | TJ Dynamo Karlovy Vary      | 14     | 7     | 0      | 7       | 61:69 | 14   |
| 4.   | DSO Slavoj České Budějovice | 14     | 6     | 1      | 7       | 70:62 | 13   |
| 5.   | TJ Spartak Motorlet Praha   | 14     | 6     | 0      | 8       | 65:76 | 12   |
| 6.   | Spartak Plzeň LZ            | 14     | 6     | 0      | 8       | 48:61 | 12   |
| 7.   | ÚDA Praha                   | 14     | 5     | 1      | 8       | 44:70 | 11   |
| 8.   | Tatra Smíchov               | 14     | 3     | 1      | 10      | 44:83 | 7    |

## Finále
| Poř. | Tým                       | Zápasy | Výhry | Remízy | Porážky | Skóre | Body |
| ---- | ------------------------- | ------ | ----- | ------ | ------- | ----- | ---- |
| 1.   | Rudá hvězda Brno          | 3      | 2     | 1      | 0       | 14:7  | 5    |
| 2.   | Tankista Praha            | 3      | 1     | 1      | 1       | 8:7   | 3    |
| 3.   | TJ Baník Chomutov ZJF     | 3      | 1     | 0      | 2       | 9:9   | 2    |
| 4.   | TJ Spartak Praha Sokolovo | 3      | 1     | 0      | 2       | 7:15  | 2    |

## Nejlepší střelci
- Miroslav Kluc (TJ Baník Chomutov ZJF) - 25 gólů
- Vladimír Zábrodský (TJ Spartak Praha Sokolovo) - 21 gólů
- Vlastimil Hajšman (DSO Slavoj České Budějovice) - 20 gólů
- Ján Starší (TJ Spartak Praha Sokolovo) - 17 gólů
- Vlastimil Bubník (Rudá hvězda Brno) - 16 gólů
- Lubomír Černý (TJ Baník Chomutov ZJF) - 16 gólů
- Miroslav Rejman (TJ Spartak Motorlet Praha) - 15 gólů
- Oldřich Sedlák (ZJS Zbrojovka Spartak Brno) - 15 gólů
- Oldřich Seiml (TJ Baník VŽKG) - 15 gólů
- Josef Stock (TJ Dynamo Karlovy Vary) - 15 gólů

## Soupisky mužstev

### Rudá hvězda Brno
Jiří Kolouch (17/2,29/-/-),
Zdeněk Trávníček (2/0,00/-/-) –
Ladislav Chabr (17/4/2/-),
Ladislav Olejník (17/0/1/-),
František Mašlaň (17/0/1/-),
Bohuslav Sláma (17/4/3/10) –
Slavomír Bartoň (10/12/4/-),
Vlastimil Bubník (17/15/7/-),
Bronislav Danda (17/11/11/-),
Zdeněk Návrat (17/9/8/-),
Bohumil Prošek (17/9/11/22),
Miroslav Rys (2/0/0/-),
Rudolf Scheuer (17/4/3/-),
Karel Šůna (17/9/3/-),
František Vaněk (17/11/8/-),
Jiří Zamastil (17/5/4/-) –
hrající trenéři Slavomír Bartoň, Vlastimil Bubník a Bronislav Danda, trenéři Slavomír Bartoň (od ledna 1955) a Vladimír Bouzek (od března 1955)

## Kvalifikace o nejvyšší soutěž
Kvalifikace se zúčastnilo šest vítězů jednotlivých skupin druhé nejvyšší soutěže. První dva týmy postoupily do nejvyšší soutěže.
| Poř. | Tým                     | Zápasy | Výhry | Remízy | Porážky | Skóre | Body |
| ---- | ----------------------- | ------ | ----- | ------ | ------- | ----- | ---- |
| 1.   | Baník Kladno            | 10     | 8     | 0      | 2       | 48:26 | 16   |
| 2.   | Slovan ChZJD Bratislava | 10     | 7     | 0      | 3       | 62:30 | 14   |
| 3.   | Tatran Prostějov        | 10     | 5     | 0      | 5       | 50:43 | 10   |
| 4.   | Jiskra Havlíčkův Brod   | 10     | 4     | 1      | 5       | 38:40 | 9    |
| 5.   | Dynamo Praha            | 10     | 3     | 2      | 5       | 35:46 | 8    |
| 6.   | TJ Tatran Poprad        | 10     | 0     | 3      | 7       | 21:69 | 3    |

## Zajímavosti
- Finálová skupina se hrála v Ostravě.
- Ústřední sekce ledního hokeje nařídila hrát se třemi útoky (což mužstva dodržovala většinou jen v úvodu utkání).
- Mistr republiky Rudá hvězda Brno prohrál jen jedno utkání - s Dynamem Pardubice 4:9 venku.
- Poprvé z ligy sestoupila Tatra Smíchov - pokračovatel LTC Praha.